# S1W (原子炉)
S1W （S1W Submarine Thermal Reactot Mark Ⅰ）はアメリカ海軍が原子力を潜水艦の発電・推進に利用できるか確認するために開発した最初の原子炉（原型炉）である。
型式名の S1W は以下のような意味である。
- S = 潜水艦用
- 1 = 設計担当メーカにおける炉心設計の世代
- W = 設計担当メーカ（ウェスチングハウス）

アイダホ州アルコ近郊の国立原子炉試験所（National Reactor Testing Station、後のアイダホ国立研究所）海軍原子炉施設に設置された:35/280。世界初の原子力潜水艦 ノーチラス に搭載される原子炉 (S2W) のプロトタイプとなった。

## 設計
ハイマン・G・リッコーヴァー提督のリーダーシップのもと、海軍用原子炉のコンカレント設計戦略に基づき、S1Wの設計・製造はノーチラスの設計・製造より先行して進められることになった。ノーチラスの建造プログラムでは、以下の3基の原子炉が製造された。
- 陸上に設置し、訓練・研究に利用する (S1W)
- 実際に艦に搭載する (S2W)
- 艦に搭載するものの予備（のちにS2Waとしてシーウルフに搭載された）

これによって、造船所で組み合わせる前に問題を発見・解決できるようになった。この設計プロセスを支援するため、S1Wは潜水艦の船殻を模した建屋内で組み立てられた。窮屈なスペースは技術者が複数のプラント機器の状況を知る妨げとなったが、一方で船上プラントをどのように構築するべきかについて極めて実践的な例を示すことになった。
S1Wは加圧水型炉であり、燃料として濃縮ウラン（燃料要素はジルコニウム合金で被覆されていた）、一次系の冷却材・減速材として水を用い、熱中性子により核分裂連鎖反応を維持することからSubmarine Thermal Reactor Mark Ⅰ（STR Mk Ⅰ）と呼ばれた。

## 運用
S1Wは、1953年3月30日に初臨界を達成し、同年5月にはアメリカ東海岸からアイルランド島までの潜水航行を模擬した100時間の連続運転試験を行った:35/280。この連続運転試験の結果、原子力推進は従来 ディーゼル推進による酸素消費とバッテリ容量による水中行動時間のため運用に大きな制約を受けていた潜水艦に革命的な変化をもたらすことが明白になった。
S1Wの炉心で加熱された加圧冷却水は飽和蒸気を生成する熱交換器との間で循環し、飽和蒸気とは分離されていた。飽和蒸気は推進用・発電用の蒸気タービンを駆動するようになっていた。これらの設備はノーチラスの船体を模擬した建屋の中に収められていた。スクリュープロペラは水力ブレーキで模擬し、発生する熱エネルギーを大気中に放散するため巨大な噴水池が設けられていた:36/280。
ノーチラスの就役により、S1Wは試験および運転員養成のために利用されることになった。国内各所に設置されたアメリカ海軍原子力学校の卒業生たちが訓練を受けた。6か月間の訓練課程では、座学と教官が厳しく監督する実習が組み合わせて行われた。
1960年代中盤にS1Wの炉心を撤去した上で、格納容器上部を拡張してより大きなS5Wの炉心が収まるように改修され、以降はS1W/S5W コア4と呼ばれるようになった。新しい炉心は1967年の晩夏に初臨界を達成した。S5W炉心への交換により出力が増えたため、高出力運転時に発生する余剰の蒸気を抑えるための設備が追加された。追加設備は同じ建屋内に収められたが、元々の潜水艦型船体からははみ出していた:37/280。
S1W は1989年10月17日をもって完全に停止された:37/280

## 参考資料
- Stacy, Susan M (2000). "Proving the Principle, A History of The Idaho National Engineering and Environmental Laboratory, 1949-1999", (Chapter 10)

- S1W-related items in the Naval Reactors History Database